# ラジャン川
ラジャン川（英語: Rajang River マレー語: Sungai Rajang 　Batang Rajang）はマレーシアのサラワク州を流れる川で、ボルネオ島の北西にあり、イラン山脈に端を発して南シナ海へ注ぐ。川の長さはおよそ563キロメートルで、マレーシアで最も長い川である。
川沿いで最も大きい街はシブで、河口からおよそ60キロメートルのところにある。次に大きい街はen:Kanowitで、Kanowit川の河口、ラジャン川の岸にある。南シナ海の海岸線からはおよそ174キロメートル離れていて、シブからは舟で4時間ほどで到着する。其の次に大きい街はen:Kapitである。これ以外はSongやBelaga等の小さい町がある。 

## 先史時代のスンダ川

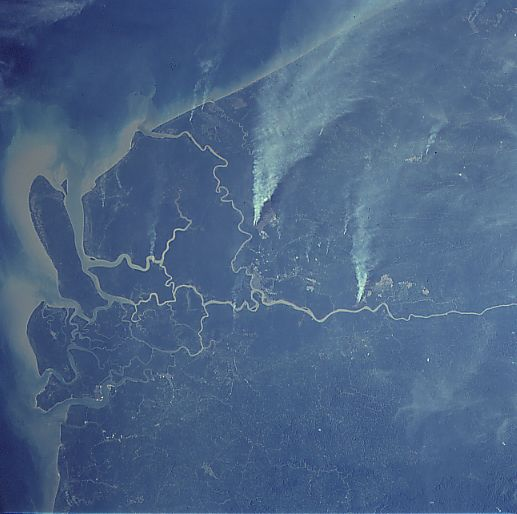
ラジャン川の三角州の衛星画像

更新世あるいは中石器時代の間、およそ1万年前は地球の気温が今より5度ほど低かった。キナバル山も含めた山の頂上では雨は雪になり大きな氷床が乗っていたと考えられている。すると世界の水循環が乱れ、海の水の流入量が減り、海面高は現在よりもおよそ120メートル下がった。南シナ海は日明スンダ陸棚ができ、かつて海溝だったところはNorth Sunda Riverと呼ばれる大河になった。
アジア本土、マレー半島、スマトラ島、ジャワ島は広がったスンダ陸棚が陸橋となってボルネオ島とくっつき、North Sunda Riverは陸塊の川、北はベトナムのメコン川とタイのチャオプラヤー川、東はBaramとラジャン川、西はen:Pahang Riverとen:Rompin Riverの主要なつながりになっていた。そしておよそ1万年前、これらの川に住んでいた淡水なまずはそれぞれ移動と交配をし、遺伝子が交換された。よって、完新世の後気温が上がるとSunda Riverは氾濫し、ナマズはそれぞれの川に孤立することになった。しかしながらここのナマズの遺伝的特徴はまだDNAに残っており、ラジャン川がインドネシアやボルネオやアジア本土の川とつながっていたことの証拠になっている。

## 自然・環境
流域には、ラジャン・マングローブ国立公園が設置されている。